# İçerde
İçerde  es una serie de televisión turca de 2016 producida por Ay Yapım para Show TV.

## Sinopsis
Cuando el hermano de Sarp, Umut, desaparece y se presume que está muerto, su madre se aferra a su memoria para salvar su vida. Sarp se culpa a sí mismo por haberlo perdido y todavía está atormentado por la pérdida. Justo cuando Sarp se gradúa de la academia de policía, se le asigna infiltrarse en el sindicato mafioso dirigido por el jefe de la mafia, Celal Duman. Él cree que si logra tener éxito en su misión, finalmente encontrará paz en su mente y alma. Al involucrarse más en el mundo de Celal, Sarp también se encuentra desarrollando profundos sentimientos hacia la protegida del jefe de la mafia, Melek. Celal la sacó de las calles mendigando cuando era pequeña, junto a un niño llamado Mert. Mert es el hermano perdido de Sarp, que a su vez se está embarcando en su propia misión para Celal. De repente, los hermanos se reúnen, pero no como dos hermanos, sino como dos oponentes en el lado diferente de la ley.

## Reparto
- Çağatay Ulusoy como Sarp Yılmaz.
- Aras Bulut İynemli como Mert Karadağ / Umut Yılmaz.
- Bensu Soral como Melek Yıldız.
- Çetin Tekindor como Celal Duman.
- Mustafa Uğurlu como Yusuf Kaya.
- Nihal Koldaş como Füsun Yılmaz.
- Damla Colbay como Eylem.
- Rıza Kocaoğlu como Davut.
- Uğur Yücel como Kudret Sönmez (24-).
- Yıldıray Şahinler como Hasan Alyanak.
- Gözde Kansu como Yeşim Duman.
- Fatih Sevdi como Metin Yılmaz.
- Nebil Sayın como Coşkun.
- Mustafa Yıldıran como Mestan Gönül.
- Seyithan Özdemir como Diminuto.
- Duygu Sarışın como Sema.
- Barış Kıralioğlu como Musa.
- Uğur Yıldıran como Selim.
- Deniz Gürzumar como Barış.
- Esra Kılıç como Fulya.
- Beran Soysal como Gökhan.
- Defne Halman como Serap.
- Elçin Afacan como Gülçin.
- Erdağ Yenel como Berke.
- Cem Özeren como Aslan.
- Alp Özgür Yaşin como Selami.
- Alihan Sakman como Tayfun.
- Ercan Kesal como Akın Işık.
- Sedat Payas como Şevket.
- Şenay Gürler como Leyla Işık.
- Mehmet Yılmaz Ak como Yaşar.
- Mine Tüfekçioğlu como Hülya.
- Tuba Ünsal como Handan.
- Feyyaz Duman como Serkan.
- İlber Uygar Kaboğlu como Mustafa Duman.
- Çağan Efe Ak como Sarp Yılmaz (niño).
- Berk Pamir como Umut Yılmaz (niño).
- Melin Deniz como Melek Yıldız (niña).
- Kübra Süzgün como Eylem (niña).

## Premios y nominaciones
| Año  | Premios                 | Categoría             | Nominado(a)                      | Resultado | Ref.  |
| ---- | ----------------------- | --------------------- | -------------------------------- | --------- | ----- |
| 2016 | Golden Butterfly Awards | Mejor serie de drama  | İçerde                           | Nominada  | [ 3 ] |
| 2016 | Golden Butterfly Awards | Mejor actriz          | Bensu Soral                      | Nominada  | [ 3 ] |
| 2016 | Golden Butterfly Awards | Mejor actor           | Aras Bulut İynemli               | Nominado  | [ 3 ] |
| 2016 | Golden Butterfly Awards | Mejor actor           | Çağatay Ulusoy                   | Nominado  | [ 3 ] |
| 2016 | Golden Butterfly Awards | Mejor director        | Uluç Bayraktar                   | Nominado  | [ 3 ] |
| 2016 | Golden Butterfly Awards | Mejor guionista       | Ertan Kurtulan - Toprak Karaoğlu | Nominados | [ 3 ] |
| 2016 | Golden Butterfly Awards | Mejor música de serie | Toygar Işıklı                    | Nominado  | [ 3 ] |
| 2016 | Golden Butterfly Awards | Mejor pareja de serie | Bensu Soral - Çağatay Ulusoy     | Nominados | [ 3 ] |